# 島嶼國家

島嶼國家分布：綠色為與其他國家有陸地邊界的，藍色為與其他國家沒有陸地邊界的。此图包括主权国家与未获普遍承认的政治實體。其中未包括有爭議的澳大利亞。

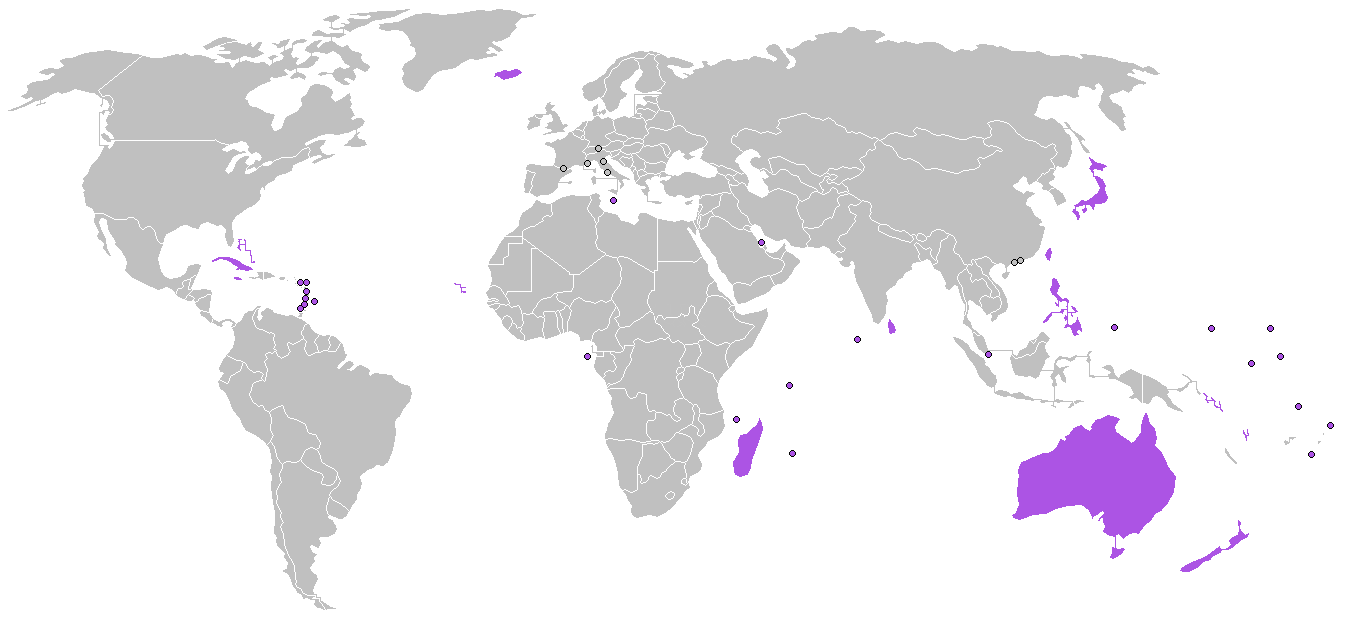
（參考）沒有跟其他國家有陸地邊界的國家，這些國家除了島嶼國家之外，還包括大陸國家澳大利亞。

島嶼國家（或簡稱為島國）是主要領土座落於一個或多個島嶼之上的國家（country）。截至2004年中旬為止，世界上共有49個島國，由於許多獨立與半獨立自治區都是位於島嶼之上且隨時都有可能改變政府狀態，因此這數字很有機會因此而增減。相對的概念是「內陸國家」，指四面均與陸地接壤而完全沒有海岸線的國家。

## 分類
島國大致上可分為兩種：一種是鄰近大陸地區，開發程度高且與大陸國家之間的關係非常密切，甚至擁有類似的文化與政治特性。例如英國、日本、新加坡等國皆屬此類。有時此類國家的島國地位會是種優勢，除了不容易受外來勢力侵略外，尚可利用其靠海的優勢成為該區域的運輸與商業中心，但因為面積嬌小，一方面沒有強大的海軍很容易被大陸型國家封鎖。澳大利亞可以說是此類國家裡面的一個特例，雖然它距離其他的大陸很遠，但卻因為本身的土地面積龐大，可以視同一個獨立大陸，而擁有許多與大陸國家相近的國家特性。
另一種島國則擁有與大陸國家截然不同的國家特性，除了國土面積大部分都相當小之外，有些甚至分佈在廣大海洋的中央，這類的國家包括巴哈馬、馬爾地夫、斐濟等等。小型的島國欠缺天然資源與可耕地，因此很難發展出足夠規模的農業與工業，然而近年來海外觀光逐漸成為注目的焦點，特別是有些高度發展的島國，例如冰島、紐西蘭等潛心投入再生能源，這種距離給予這些島國能進一步發展這種無污染工業的機會。
以地理上的角度來說，有些島國是以一或兩個較大型的島嶼為中心，延伸國界到周遭次要的較小島嶼上，例如英國、古巴或紐西蘭、日本等。而另一類島國則是以一連串規模接近的島嶼組成，世界上最大的此類島國當屬東南亞的印尼，除此之外菲律賓、密克羅尼西亞也有類似分佈。
並不是所有的島國都與鄰國以海為界，在某些島嶼上同時存在個兩個以上的國家，彼此之間仍能以陸運連結，例如加勒比海上的伊斯帕尼奥拉島（Hispaniola Is.）就同時有海地與多明尼加共和國共存；而印尼的西巴布亚與巴布亞紐幾內亞則共存於島；英國的北爱尔兰與愛爾蘭則共存於愛爾蘭島。其中塞浦路斯岛的情况更加复杂：塞浦路斯法理上拥有整个塞浦路斯岛的主权，但实际上塞浦路斯岛的北部由北塞浦路斯控制，两者之间有联合国缓冲区，以及岛上还有英属基地区。